# Église Saint-Georges d'Amberg

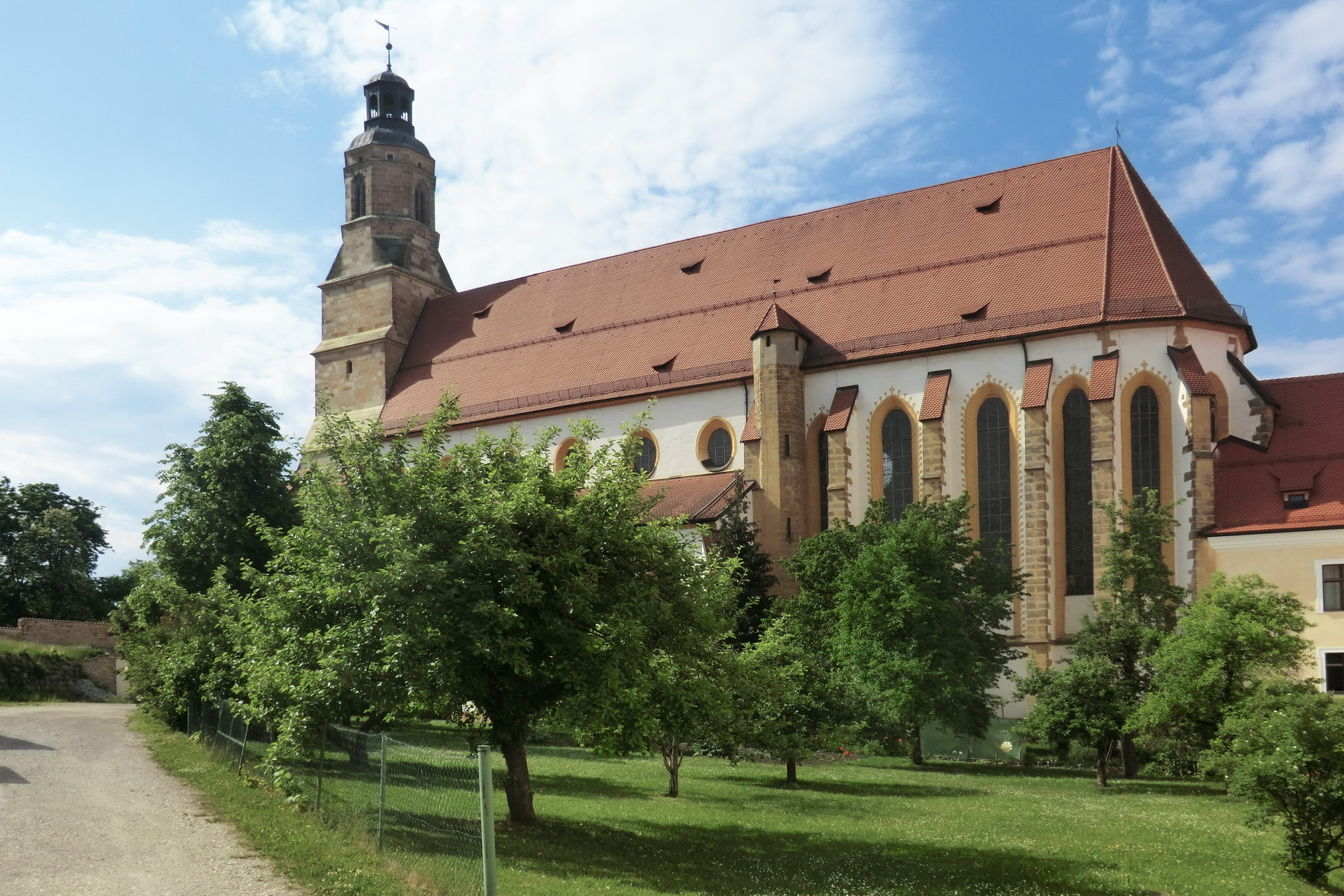
Côté Sud.

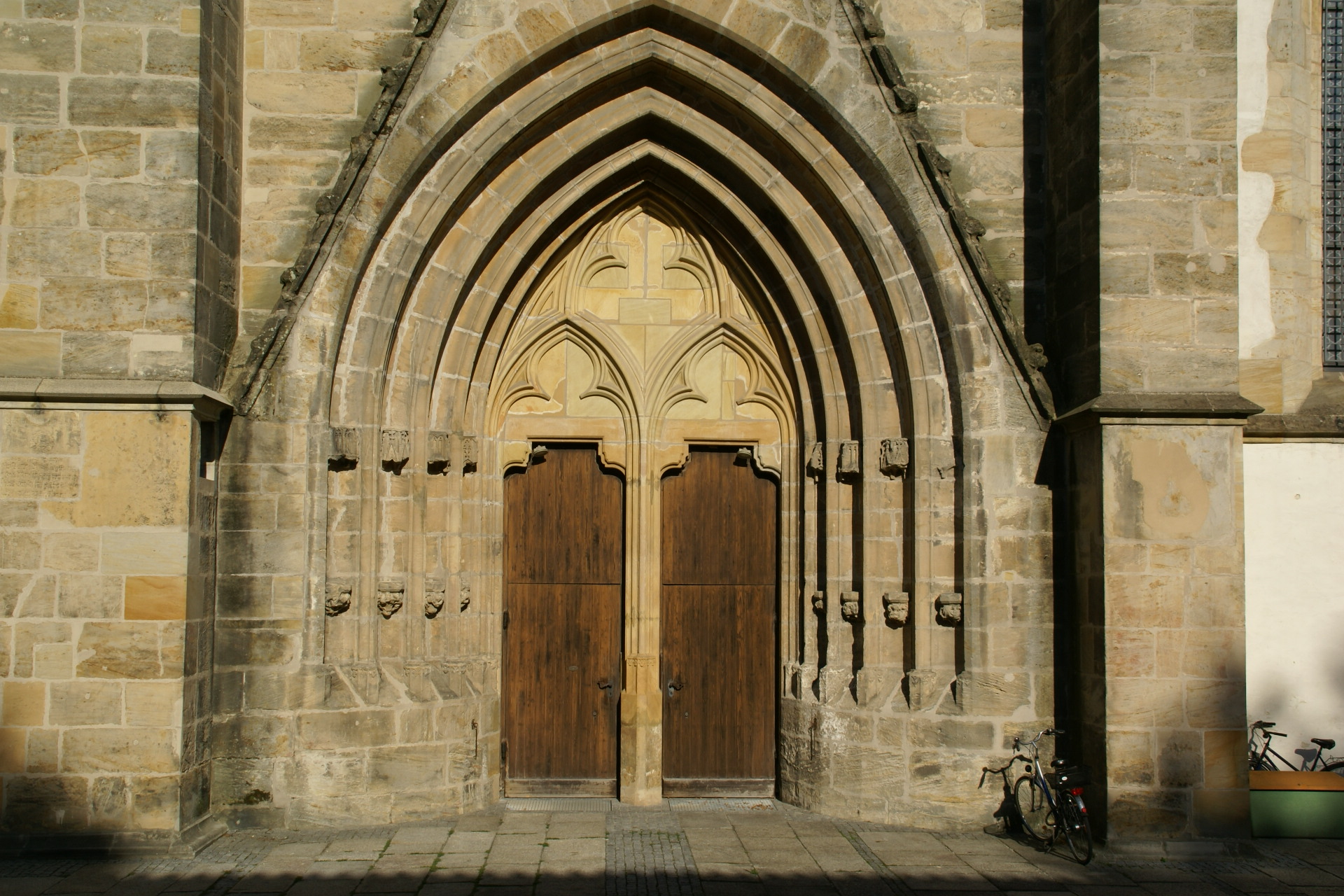
Portail occidental.

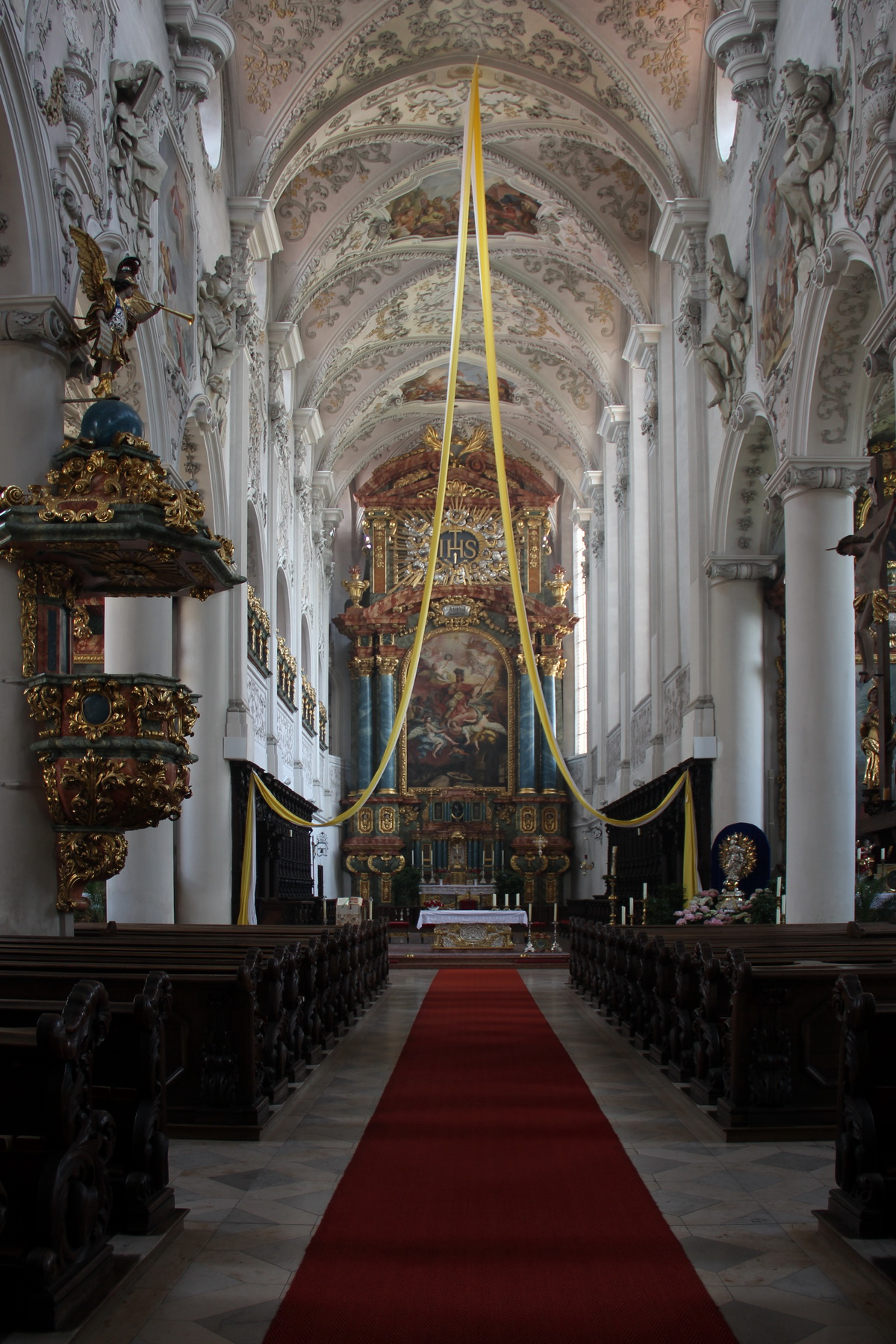
Intérieur.

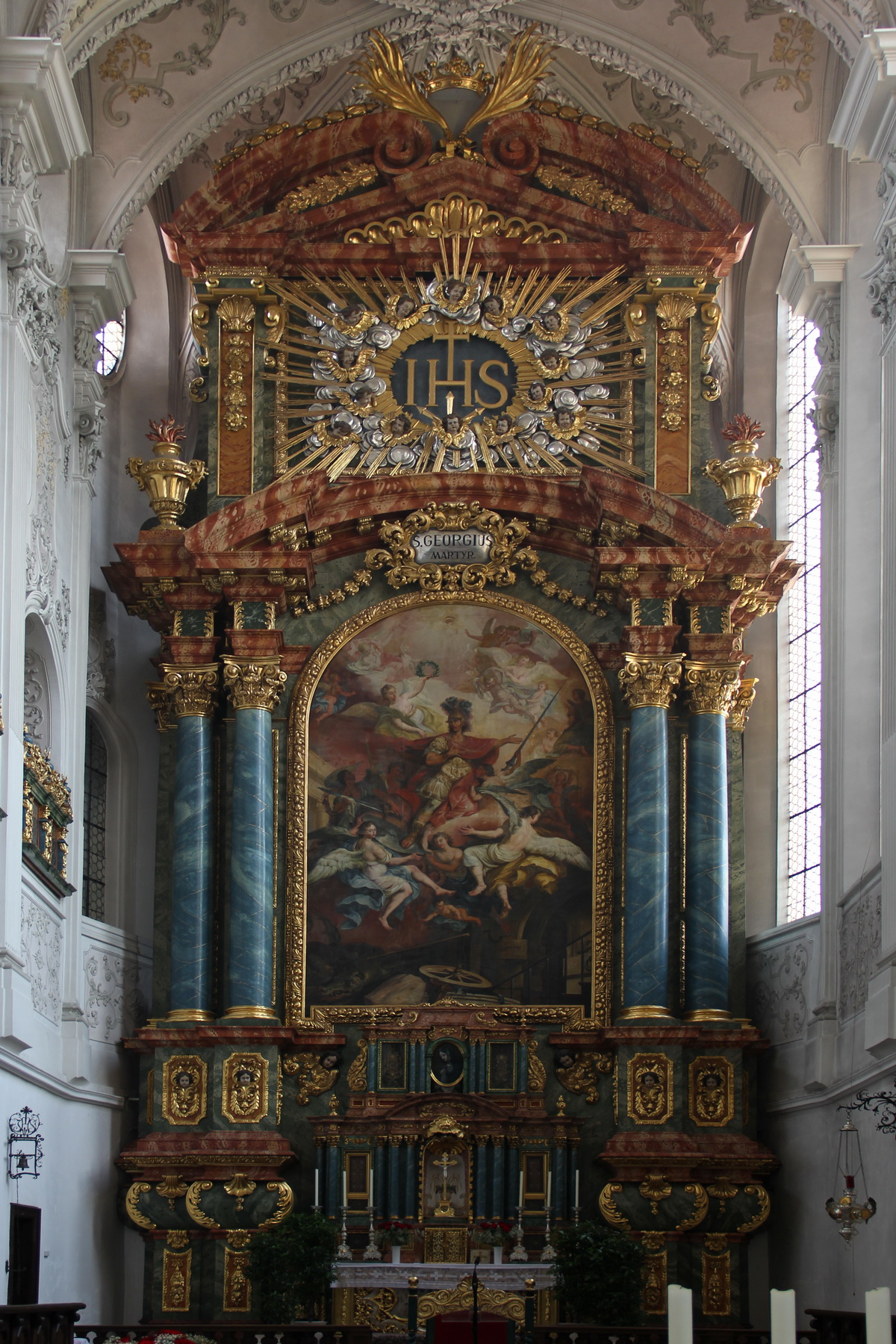
Retable et maître-autel.

L'église Saint-Georges est une église catholique d'Amberg en Bavière, dans le Haut-Palatinat. Elle est dédiée à saint Georges et dépend du diocèse de Ratisbonne. 

## Histoire
Une première église Saint-Georges est mentionnée à Amberg en 1094 comme église paroissiale. Elle est fermée entre 1599 et 1619. En 1622, elle est cédée au Collège jésuite d'Amberg et en 1629 les droits paroissiaux de Saint-Martin sont transférés. Les Jésuites sont supprimés en 1773 et, de 1782 à 1808, l'église appartient à l'Ordre de Malte, et à partir de 1808, elle est utilisée comme église de garnison. Depuis 1923, c'est à nouveau une église paroissiale. 
Après des fouilles en 1977, les fondations d'une première église-halle avec une abside construite dans les années suivant 1034 sont découvertes. Selon une inscription du chœur, l'édifice d'aujourd'hui a été construit à partir de 1359 comme une basilique à trois nefs de style gothique avec un chœur à nef unique. Heinrich Hirsel est déjà attesté en 1379 comme constructeur. L'intérieur de l'église est achevé vers 1407 et le clocher au début du XVIe siècle. En 1652, une première baroquisation a lieu sous la direction de Francesco Garbanini. En 1672, la sacristie est agrandie. En 1675, la chapelle de la Sainte-Croix (Kreuzkapelle) est construite, puis en 1695 la chapelle de la Vierge par Wolfgang Dientzenhofer (de). En 1754, c'est au tour de la chapelle de l'Ange gardien et de la chapelle Saint-Louis-de-Gonzague d'être bâties. Dans les années 1718 à 1723, une rénovation baroque complète est effectuée, avec des stucs de Johann Baptist Zimmermann ; après cela, vers le milieu du siècle, les chapelles latérales sont décorées de stucs par son neveu Anton Landes et une peinture est réalisée par Johann Adam Müller. Une restauration complète a lieu entre 1977 et 1984.

## Architecture

### Extérieur

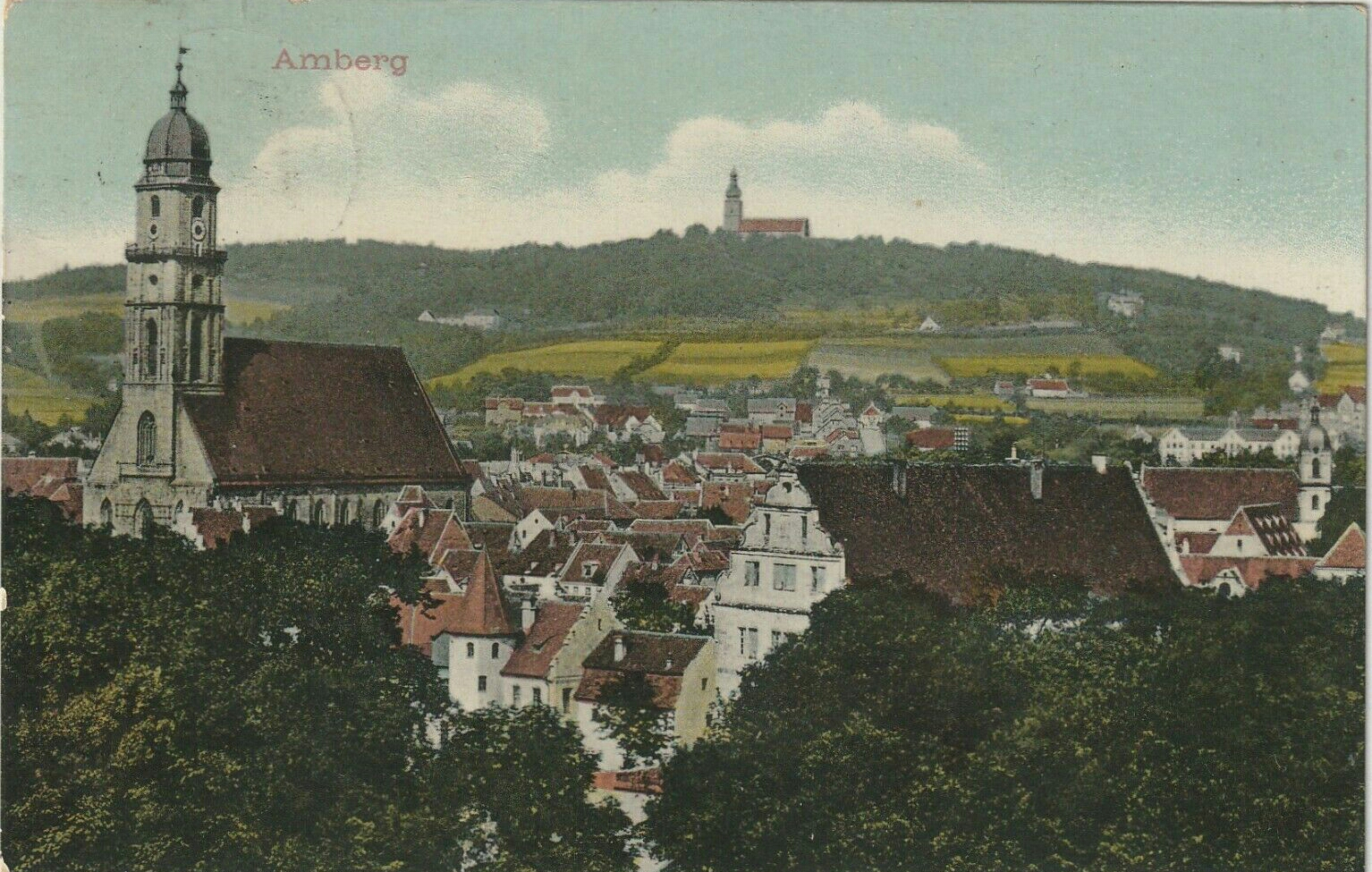
Vue d'Amberg en 1911, avec l'église Saint-Georges au premier plan.

L'édifice se présente comme une église basilicale gothique à trois nefs, à piliers ronds avec un long chœur, qui se termine par un décagone à sept côtés. Extérieurement, l'église est caractérisée par des fenêtres à lancettes dans les bas-côtés et dans le chœur, les fenêtres rondes baroques ne sont disposées que dans la claire-voie. Les contreforts sont puissants sur le chœur. La tour Ouest est incluse dans la nef et occupe la largeur de la nef centrale ; les bas-côtés sont enjambés de puissants contreforts. La tour se rétrécit vers le haut en un plan carré et se termine par un octogone avec bulbe et lanterne. Trois tours d'escalier polygonales sont attachées à la structure. Les quatre chapelles latérales baroques sont disposées symétriquement et fermées sur trois côtés. 
À l'ouest, il y a un portail avec pignon et des entrelacs. Le revêtement mural est divisé en quatre types de moulures, les baldaquins sont vides aujourd'hui. Un portail principal baroque est disposé entre les deux chapelles latérales Sud. La tour et les parties mises en évidence de la structure extérieure montrent de la maçonnerie faite de blocs de grès. En 1977, des restes de la version originale ont été découverts sur le côté Sud du chœur, montrant des personnages devant une rangée de maisons et des inscriptions.

## Source de la traduction
- (de) Cet article est partiellement ou en totalité issu de l’article de Wikipédia en allemand intitulé « St. Georg (Amberg) » (voir la liste des auteurs).